# 606 Brangäne
606 Brangäne è un asteroide della fascia principale del diametro medio di circa 35,54 km. Scoperto nel 1906, presenta un'orbita caratterizzata da un semiasse maggiore pari a 2,5870543 UA e da un'eccentricità di 0,2202360, inclinata di 8,62531° rispetto all'eclittica.
Dati i suoi parametri orbitali simili a quelli di altri corpi minori, è considerato il prototipo della famiglia di asteroidi Brangäne.
Il suo nome si riferisce a Brangania, ancella di Isotta nel Tristano e Isotta, opera del compositore tedesco Richard Wagner.